# Il diamante bianco
Il diamante bianco (The White Diamond) è un documentario del 2004 diretto da Werner Herzog. Il film si focalizza sulla storia del volo, e segue la figura dell'ingegnere aeronautico Graham Dorrington.

## Trama
Il dirigibile è un mezzo di trasporto eccezionale. Agli inizi del Novecento le sue potenzialità furono sfruttate appieno grazie all'industria Zeppelin che ne costruì di giganteschi che permettevano viaggi estremamente confortevoli e rapidi per quell'epoca.
L'utilizzo di gas infiammabili li esponeva però a dei rischi che, toccati con mano con la tragedia in mondovisione del famosissimo Hindenburg, ne frenarono lo sviluppo irrimediabilmente.
Oggi che l'aviazione civile da un secolo utilizza aerei sempre più sofisticati, c'è un ricercatore convinto delle possibilità di rilancio dei dirigibili, diventati più sicuri per l'utilizzo di gas inerti (elio) e preferibili anche per l'impatto ambientale nullo.
L'occhio di Herzog segue il lavoro appassionato dell'ingegnere aeronautico Graham Dorrington, dai laboratori inglesi fin nella foresta della Guyana dove egli potrà effettuare esperimenti sul campo con il secondo prototipo di sua invenzione. La spedizione amazzonica è, in effetti, un'avventura condivisa tra il team di Dorrington e la troupe di Herzog che riprende tutto, sé stesso compreso, quasi con il rigore di chi sta documentando un esperimento scientifico. Infatti la parte scientifica della spedizione è duplice: da un lato la sperimentazione del mezzo in condizioni di difficoltà particolari, dall'altra la possibilità unica, legata proprio alle caratteristiche del dirigibile, di poter osservare la fauna semisconosciuta che popola la sommità degli alberi delle grandi foreste pluviali.
Il piccolo dirigibile bianco (soprannominato "Diamante bianco" dall'indigeno/poeta che fa da guida al gruppo e sul quale viene puntata molta attenzione) guidato da Dorrington e con Herzog passeggero/operatore, fallisce il primo volo per un banale errore di montaggio, ma poi riesce a soddisfare le finalità naturalistiche che si era dato, anche se il sogno di sorvolare le impetuose cascate di Kaieteur (alte quattro volte quelle del Niagara) viene messo da parte perché ritenuto troppo rischioso per via delle correnti d'aria vorticose che lì si formano.
Al centro del documentario il racconto della tragica vicenda del primo esperimento di Dorrington nel quale il documentarista Dieter Plage perse la vita di fronte ai suoi occhi e a seguito di una serie di circostanze sfortunate e irrimediabilmente tragiche. Un evento che lo ha segnato e segna tuttora e che gettò un'ombra sulla sicurezza dei dirigibili ma ancor di più sulle sue certezze.
Parallelamente alla vicenda principale, Herzog intreccia anche quel po' di tradizioni locali che raccoglie dall'estroso indigeno Mark Anthony Yhap detto "Barbarossa". Così, con spirito che si direbbe anti-documentaristico, quando il medico/arrampicatore Michael Wilk  va ad esplorare le grotte segrete e mai riprese da alcuna telecamera, che si trovano sotto le imponenti cascate, Herzog non ci fa vedere niente e censura persino il racconto di quanto visto là sotto. Quello è un luogo sacro per le genti del posto, il luogo dove da sempre risiedono i rondoni che custodiscono la cascata e sul volo misterioso dei quali il documentario si chiude e si ferma, rispettosamente.

## Critica italiana
Gianni Rondolino de La Stampa descrive il film come «un inno alla natura, vista con gli occhi di un poeta visionario», dove «l'intento puramente documentaristico si trasforma a poco a poco in una sorta di "delirio" visivo e dinamico, con una serie di immagini che ci lasciano come sorpresi, esterrefatti, affascinati». Della stessa testata, Alessandra Levantesi definisce Herzog, nel suo intento di raccontare Dorrington, «un ispirato sognatore impegnato a fissare sullo schermo l'elusiva, poetica materia dei sogni altrui». Per Roberto Nepoti de La Repubblica invece il film «lascia l'impressione di osservare qualcuno che sta cercando di risolvere i suoi problemi personali, facendo qualcosa di un po' maniacale e, tutto sommato, irrilevante».
Dario Zonta de L'Unità definisce il film un capolavoro, assieme alle altre due opere di Herzog Grizzly Man e L'ignoto spazio profondo. Gian Luigi Rondi de Il Tempo evidenzia come l'atteggiamento dell'autore si esprima sia con le immagini, con la voce narrante e con la colonna sonora. Silvana Silvestri de il manifesto loda l'audacia delle riprese e del montaggio, in un film che fonde documentario e fiction.